# Inestabilidad Kelvin-Helmholtz

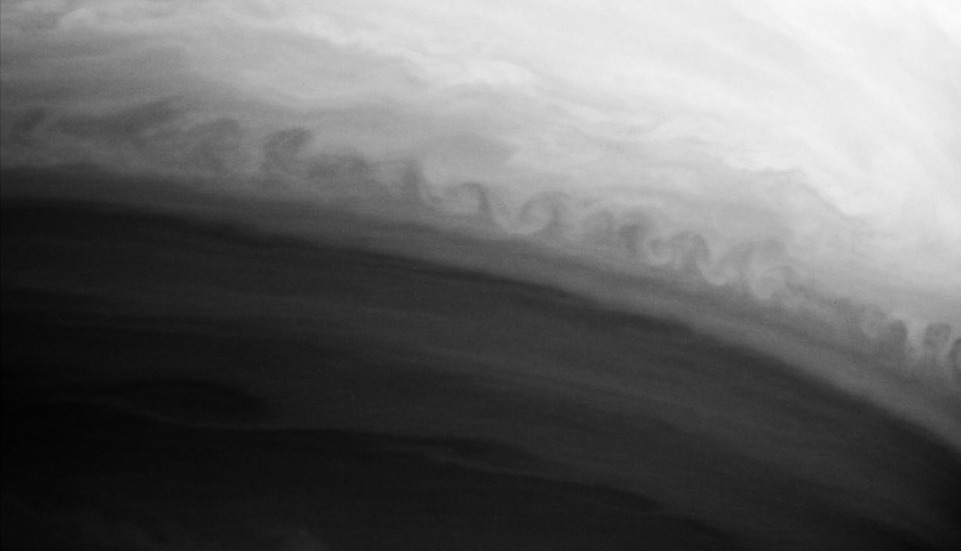
Una IKH en el planeta Saturno, formada por la interacción de dos bandas en la atmósfera del planeta.

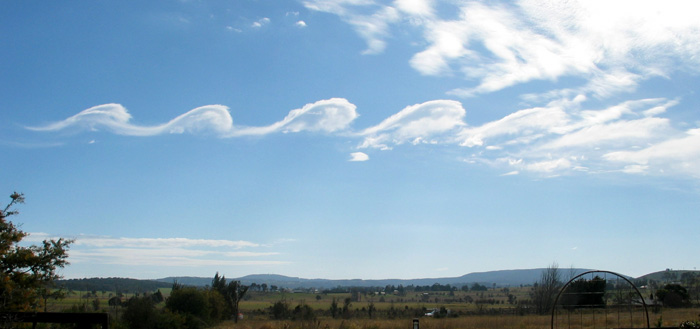
Una IKH visible por nubes sobre el Monte Duval, Australia.

Una inestabilidad Kelvin-Helmholtz, IKH o cirrus Kelvin-Helmholtz puede ocurrir cuando un flujo se presenta dentro de un fluido continuo o cuando hay suficiente diferencia de velocidad a través de la interfaz entre dos fluidos. La teoría puede usarse para predecir la presencia de inestabilidad y transición hacia un flujo turbulento en fluidos de diferentes densidades moviéndose a varias velocidades. Helmholtz estudió la dinámica de dos fluidos de diferentes densidades cuando se presenta una pequeña perturbación, tal como una onda introducida en la superficie que separa los fluidos.
Si la tensión superficial puede ignorarse, y para algunas longitudes de onda cortas, dos fluidos en movimiento paralelo con diferentes velocidades y densidades rendirán una interfaz inestable en todas las velocidades. La existencia de tensión superficial estabiliza la inestabilidad de longitud de onda corta, y la teoría luego predecirá estabilidad hasta una velocidad alcanzada. Esta teoría de tensión superficial incluye predicciones de comienzo de la formación de la onda en los casos de viento sobre el agua.
Para una distribución continuamente variando en densidad y velocidad, (con capas más livianas arriba, tal que el fluido funcionando como en la Inestabilidad de Rayleigh-Taylor), el comienzo de la inestabilidad Kelvin-Helmholtz está dada por el definido número de Richardson, Ri. Típicamente la capa es inestable para Ri < 0,25. Estos efectos son comunes en capas nubosas. Estos estudios de esta inestabilidad comienzan a ser aplicables a la Fusión Confinada Inercial y la interfaz Plasma-Berilio.
El texto clásico de Chandrasekhar y los de Drazin & Reid consideran a las inestabilidades KH & RT con mucho detalle.